# Bambusa comillensis
Bambusa comillensis là một loài thực vật có hoa trong họ Hòa thảo. Loài này được Alam mô tả khoa học đầu tiên năm 1996.